# Остербуркен
Остербуркен (нім. Osterburken) — місто в Німеччині, знаходиться в землі Баден-Вюртемберг. Підпорядковується адміністративному округу Карлсруе. Входить до складу району Неккар-Оденвальд.
Площа — 47,32 км2. Населення становить 6549 ос. (станом на 31 грудня 2020).